# 统叶护可汗
统叶护可汗（？—628年）又作叶护可汗、统叶护，西突厥汗国可汗（618年至628年在位），其统治时期为西突厥汗国的全盛时期。
史书未记载他的生年。统叶护可汗于618年继其兄射匮可汗为西突厥汗国可汗，他与中国唐朝保持着良好关系，遣使赴唐通好，唐高祖为牵制东突厥，取远交近攻之策，曾许以宗室之女与之结亲。626年，遣高平王李道立至西突厥报聘。次年，可汗以真珠俟斤为使随李道立至长安，献万钉宝钿金带，马五千匹。途中为颉利可汗所阻未达。在位期间，礼待诸方来使，印度波罗颇迦罗密罗去传教，受到盛情款待。据信玄奘西行时在碎叶见到的西突厥大汗就是统叶护。玄奘西行取经，途经汗庭，在素叶城（碎叶）曾亲见可汗游猎盛况，服饰仪仗豪华，兵马盛大。可汗遣使亲送玄奘至西突厥最南之属国迦毕试国（今阿富汗喀布尔北）。
统叶护可汗的武功极盛，执政后北并铁勒，西拒波斯，南伐罽宾，移汗庭于石国北之千泉（今楚河西岸），拥兵数十万，称雄西域。他曾多次入侵波斯萨珊王朝，並與東羅馬結盟。据东罗马帝国史料记载，拜占庭皇帝希拉克略就是在其支援下取得对波斯的决定性胜利的，两人曾在第比利斯城下会面。
統葉護可汗勇而有谋，在他的統治下，西突厥國境廣大，東起高昌，南至信度河流域。《旧唐书·突厥下》这样描述统叶护的全盛时期：“统叶护可汗，勇而有谋，善攻战。遂北并铁勒，西拒波斯，南接罽宾，悉归之。控弦数十万，霸有西域，据旧乌孙之地。又移庭于石国北之千泉。其西域诸国王悉授颉利发，并遣吐屯一人监统之，督其征赋。西戎之盛，未之有也。”
根据中国史书记载，统叶护可汗统治后期遭到许多部族的反抗，尤其是葛逻禄。628年，其伯父莫贺咄暗杀统叶护，自立为可汗，国中大乱，西突厥从此衰落，分裂为二部分，相互争斗不已。

## 延伸阅读
[在维基数据编辑]
 《舊唐書·卷194下》，出自刘昫《舊唐書》

| 前任： 射匮可汗 | 西突厥可汗 618年—628年 | 繼任： 莫贺咄可汗 |